# گالیلئا مونتیخو
گالیلئا مونتیخو (انگلیسی: Galilea Montijo؛ زادهٔ ۵ ژوئن ۱۹۷۳) بازیگر، کمدین، مدل و مجری تلویزیون اهل مکزیک است. وی از سال ۱۹۹۳ میلادی تاکنون مشغول فعالیت بوده‌است.
از فیلم‌ها یا مجموعه‌های تلویزیونی که وی در آن‌ها نقش داشته است، می‌توان به زنان قاتل اشاره نمود.